# 7027 Toshihanda
7027 Toshihanda (1993 XT) là một tiểu hành tinh nằm phía ngoài của vành đai chính được phát hiện ngày 11 tháng 12 năm 1993 bởi T. Kobayashi ở Oizumi.